# 広島少女集団暴行殺害事件
広島少女集団暴行殺害事件（ひろしま しょうじょしゅうだんぼうこうさつがいじけん）とは、広島市の専修学校の女子生徒が2013年6月28日未明に少年少女ら7人に暴行された末に殺害、遺棄された事件。
「広島LINE殺人事件」「広島呉少女殺人事件」とも呼ばれる。

## 事件概要
広島県広島市の専修学校の女子生徒が、無料通信アプリ「LINE」で書き込んだメッセージに友人の少女Aが立腹。仲間ら少年少女合計6人と共謀して2013年6月28日、女子生徒を集団暴行の末に殺害。遺体を同県呉市にある灰ヶ峰に遺棄した。

## 経過
- 2013年
  - 6月27日 - 深夜ごろ、LINEを使い、少女Aと女子生徒が激しく罵り合う[2]。
  - 6月28日 - 女子生徒を殺害・遺棄。
  - 7月12日 - 少女Aが母親に伴われて広島東警察署に出頭。「1人でやった」と供述。
  - 7月13日 - 広島県警察は、少女の自供通り灰ケ峰山頂付近で遺体を発見。両足に靴を履いておらず、司法解剖の結果、死後2～4週間経過していた[3]。
  - 7月14日 - 少女Aを死体遺棄容疑で逮捕。「6月下旬に広島市中心部から女子生徒と車で現場へ行き、殺害して遺体を遺棄した」と説明。一方で、遺体を運んだとみられる車を誰が運転したのかについては口を閉ざした[3]。
  - 7月17日 - 少女Aの交際相手の少年A、少年Aの友人の少年B、少年Bの交際相手の少女B[4]、男C、少女C、Dの計6人を死体遺棄容疑で逮捕した。5人の少年少女は「間違いない」と容疑を認めたが、男Cは「現場に行ったのは間違いないが、遺棄はしていない」と容疑を否認[3]。
  - 7月27日 - 遺体遺棄現場の呉市から北東に約80キロ離れた庄原市の川で、女子生徒のバッグが見つかった。
  - 8月5日 - 捜査本部は、計7人を強盗殺人、監禁などの容疑で再逮捕。合計7人を広島地検へ送致。
  - 8月23日 - 広島地検は、運転手役の男Cを強盗致死、監禁、死体遺棄、窃盗で起訴。
  - 10月15日 - 広島家裁（植田智彦裁判長）は、少女B、C、Dの3人を中等少年院送致する事を決定[5]。
  - 10月17日 - 広島家裁（植田智彦裁判長）は、少女A、少年A、Bの3人を逆送致する事を決定[5]。
  - 10月30日 - 広島家裁（植田智彦裁判長）は、少年Bを中等少年院送致する事を決定。
- 2014年
  - 10月24日 - 広島地裁（伊藤寿裁判長）は、男Cに懲役14年の判決。
  - 10月24日 - 広島地裁（伊藤寿裁判長）は、少女Aに懲役13年の判決[6]。
  - 12月3日 - 広島地裁（伊藤寿裁判長）は、少年Aに懲役10年の判決[7]。
- 2015年
  - 3月26日 - 広島高裁（高麗邦彦裁判長）は、男Cの控訴を棄却[8]。
  - 3月30日 - 広島高裁（高麗邦彦裁判長）は、少女Aの控訴を棄却。
  - 6月30日 - 広島高裁（高麗邦彦裁判長）は、少年Aの控訴を棄却。

## 加害者
少女A
事件の主犯格で、当時16歳。両親が離婚後、厳しく育てられ、虐待、母親の交際相手から性的虐待を受けていた。事件の約40日前に家出をし、少年A、少年B、少女Bと共同生活を送っていた。被害者の女子生徒とは、かつて専修学校で同級生だった。
2014年10月24日、広島地裁（伊藤寿裁判長）は、少女Aに懲役13年の判決。
2015年3月30日、広島高裁（高麗邦彦裁判長）は、一審判決を支持し、被告側控訴を棄却。少女は期限までに上告せず、懲役13年が確定する。
少年A
少女Aの交際相手で当時16歳。
2014年12月2日、広島地裁（伊藤寿裁判長）は、少年Aに懲役10年の判決。
2015年6月30日、広島高裁（高麗邦彦裁判長）は、一審判決を支持し、被告側控訴を棄却。
少年B
少女Bの交際相手で当時16歳。2013年10月、中等少年院送致が決定。広島家裁は、「相当程度の長期間の処遇・指導をすべき」として4年程度の長期間の指導を勧告。
少女B
少年Bの交際相手で当時16歳。2013年10月、中等少年院送致が決定。広島家裁は、3年程度の長期間の指導を勧告。
男C
唯一成人しており当時21歳。
2014年9月10日、広島地裁（伊藤寿裁判長）は、男Cに懲役14年の判決。
2015年3月26日、広島高裁（高麗邦彦裁判長）は、一審判決を支持し、被告側控訴を棄却。
少女C、D
広島県安芸郡と呉市に在住しており当時16歳。2人は少女Aや女子生徒と初対面だった。LINEの書き込みを閲覧して少女Aと連絡を取り、呼び出し役を買い、「遊びに行こう」と女子生徒を呼び寄せた。
2013年10月、中等少年院送致が決定。「激しい暴行や殺害行為には加わっておらず、関与の程度は相対的に低い。矯正可能性は十分ある」とされた。